# Tag der Befreiung

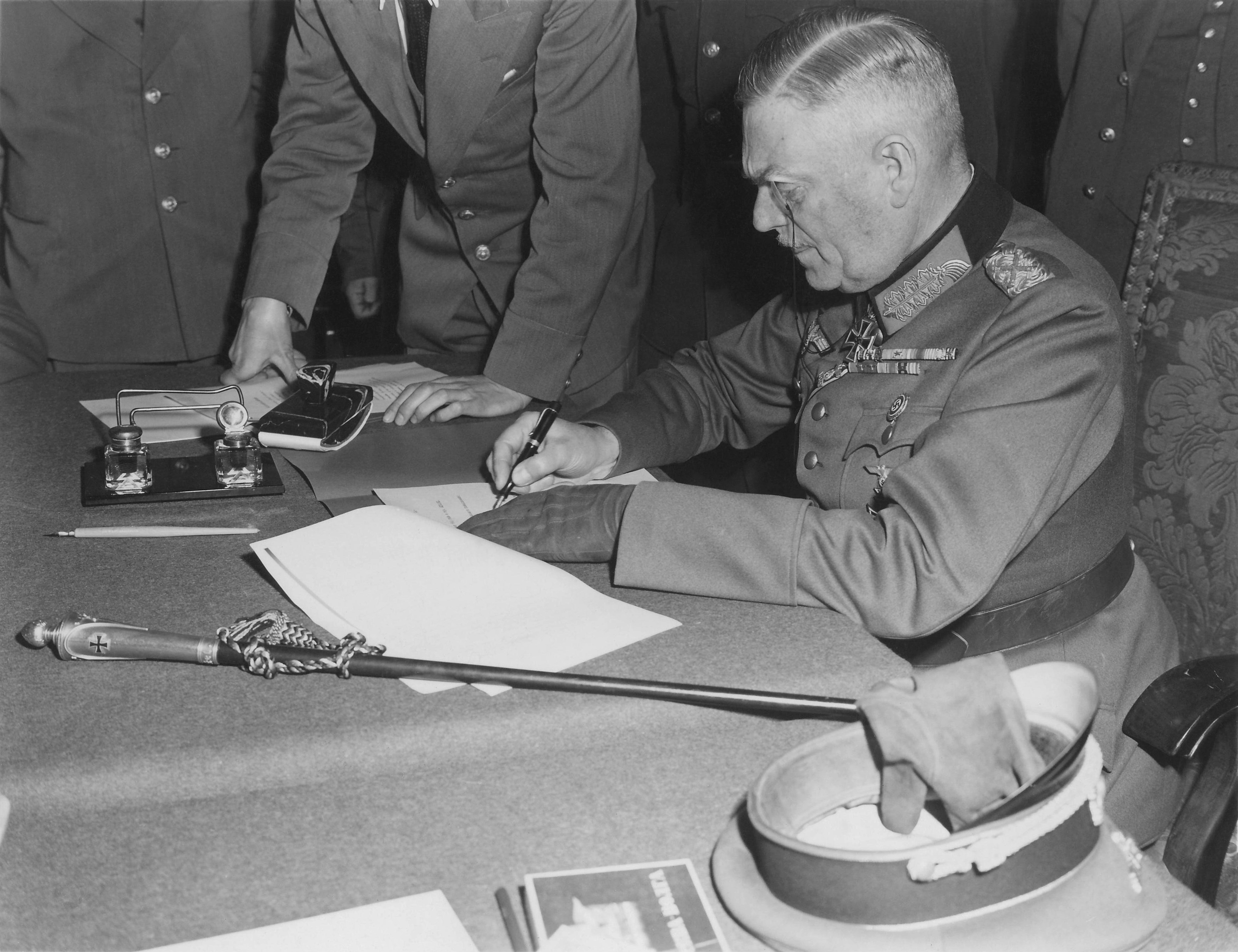
Generalfeldmarschall Wilhelm Keitel, Chef des Oberkommandos der Wehrmacht, unterzeichnet die zweite, ratifizierende Kapitulationsurkunde am 8./9. Mai 1945 in Berlin-Karlshorst.

Der 8. Mai ist als Tag der Befreiung oder auch als Tag des Sieges (Fête de la Victoire) in einigen europäischen Ländern ein Gedenk- oder Feiertag, an dem als Jahrestag zum 8. Mai 1945 der bedingungslosen Kapitulation der deutschen Wehrmacht und damit des Endes des Zweiten Weltkrieges in Europa und der Befreiung vom Nationalsozialismus gedacht wird. Er wird als Gedenktag und teilweise als Feiertag mit öffentlicher Beteiligung begangen. Das Kürzel VE-Day (Victory in Europe Day) ist in den USA sowie den drei Commonwealth-Staaten Vereinigtes Königreich, Kanada und Australien üblich. In der Sowjetunion, deren Nachfolgestaaten und den Ländern des ehemaligen sowjetisch besetzten Europas findet, bzw. fand der entsprechende Gedenktag am 9. Mai statt. In der DDR war er von 1950 bis 1967 und im Jahr 1985 (40. Jahrestag) gesetzlicher Feiertag.
Mit Ausnahme von Russland wird der 8. oder 9. Mai im ehemaligen Ostblock nicht unbedingt als Tag der Befreiung empfunden, da dort – entweder als Teil der Sowjetunion (UdSSR) oder als Satellitenstaat der UdSSR – auf das Ende des Nationalsozialismus ein unfreies Dasein kommunistisch-sowjetischer Prägung hinter dem Eisernen Vorhang folgte, das erst im Jahr 1989 oder mit dem Zerfall der Sowjetunion endete.

## Geschichtlicher Hintergrund
Bei den Verhandlungen im Hauptquartier der alliierten Streitkräfte (SHAEF) in Reims wurde am 7. Mai die bedingungslose Kapitulation der deutschen Streitkräfte vereinbart und diese dort vertraglich unterzeichnet. Als Zeitpunkt für die Einstellung aller Kampfhandlungen in Europa wurde der 8. Mai, 23:01 Uhr festgelegt.
Deutsche Streitkräfte setzten ihre Kampfhandlungen jedoch gegen sowjetische Truppen fort. Um auch die Kämpfe zwischen sowjetischen und deutschen Truppen verbindlich zu beenden, erfolgte am späten Abend des 8. Mai im sowjetischen Hauptquartier in Berlin-Karlshorst (heute Museum Berlin-Karlshorst) durch die Oberbefehlshaber der Teilstreitkräfte der Wehrmacht eine Gegenzeichnung der Kapitulationserklärung. Diese zog sich bis kurz nach Mitternacht hin. Da es zu diesem Zeitpunkt auf Grund der Zeitzonen in Moskau bereits zwei Stunden später war, wird in der Sowjetunion und ihren Nachfolgestaaten (alle außer der Ukraine) der 9. Mai als Tag des Sieges begangen.
Eine Teilkapitulation der drei in Nordwestdeutschland operierenden deutschen Armeen wurde bereits am 4. Mai 1945 auf dem Timeloberg bei Wendisch Evern gegenüber dem britischen Feldmarschall Bernard Montgomery erklärt, die am folgenden Tag um 8 Uhr in Kraft trat. Die Unterzeichnung der bedingungslosen Kapitulation wie auch die Teilkapitulation waren zuvor durch den letzten Reichspräsidenten Karl Dönitz, der sich mit der letzten Reichsregierung nach Flensburg-Mürwik abgesetzt hatte, autorisiert worden. Der Sonderbereich Mürwik wurde erst am 23. Mai besetzt und die dortige Regierung verhaftet.

## Bundesrepublik Deutschland

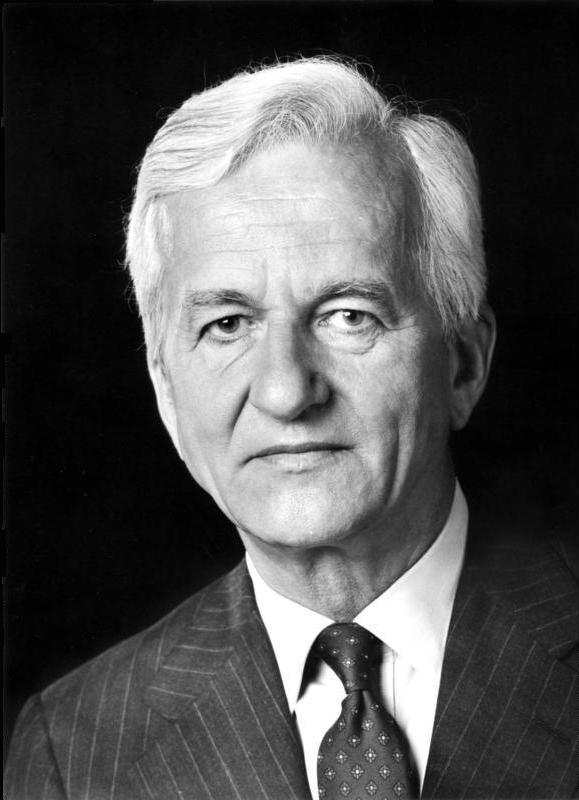
Bundespräsident Richard von Weizsäcker, 1984

Im Gegensatz zur DDR war der 8. Mai in der frühen Bundesrepublik Deutschland kein Bezugspunkt in der Erinnerungspolitik und erfuhr auch ansonsten wenig öffentliche Aufmerksamkeit. Der 8. Mai 1955 wurde vom Inkrafttreten der Pariser Verträge (5. bis 9. Mai 1955) und der damit wiedererlangten Souveränität überlagert. Der zehnte Jahrestag der militärischen Kapitulation wurde in diesem Kontext zwar erwähnt „als Anfang einer Entwicklung, die mit dem Wiedererlangen der Souveränität endete, nicht aber als eigenständiges Datum“. Als erste Bundesregierung gab die sozial-liberale Koalition unter Willy Brandt am 8. Mai 1970 eine offizielle Regierungserklärung anlässlich des 25. Jahrestages im Deutschen Bundestag ab. Vertreter der CDU/CSU-Opposition versuchten dies zu verhindern und erklärten „Niederlagen feiert man nicht“ und „Schande und Schuld verdienen keine Würdigung“. Bereits anlässlich des 20. Jahrestages hatte Bundeskanzler Ludwig Erhard eine Erklärung im Rundfunk und Fernsehen verlesen, in der er anlässlich des „Tag[s] der deutschen Kapitulation“ betonte, dass dem „militärischen Zusammenbruch“ ein „geistiger und moralischer Verfall vorausgegangen“ sei. Nur „wenn mit der Niederwerfung Hitler-Deutschlands Unrecht und Tyrannei aus der Welt getilgt worden wären, dann allerdings hätte die ganze Menschheit Grund genug, den 8. Mai als einen Gedenktag der Befreiung zu feiern“.
In den 1970er Jahren verstärkte sich die Aufmerksamkeit für den 8. Mai als politischen Gedenktag deutlich, von einer allgemeinen Anerkennung dieser Bedeutung lässt sich nach Einschätzung von Peter Hurrelbrink jedoch erst am 40. Jahrestag, dem 8. Mai 1985 sprechen: „Zum ersten Mal wurde in der Bundesrepublik ein Jahrestag des 8. Mai von einer ebenso umfangreichen wie kontroversen Debatte begleitet“. Der Deutsche Bundestag veranstaltete auf hohem protokollarischem Niveau eine Gedenkstunde, in deren Zuge der Bundespräsident Richard von Weizsäcker in der Rede Zum 40. Jahrestag der Beendigung des Krieges in Europa und der nationalsozialistischen Gewaltherrschaft den 8. Mai als „Tag der Befreiung […] von dem menschenverachtenden System der nationalsozialistischen Gewaltherrschaft“ bezeichnete.
Seit 1985 wurde in der Bundesrepublik verstärkt darüber diskutiert, wofür der 8. Mai 1945 steht: für die totale militärische Niederlage Deutschlands oder für seine Befreiung vom Nationalsozialismus. Während in der Nachkriegszeit der Aspekt der Niederlage im Vordergrund stand, hat der Aspekt der Befreiung zunehmend an Gewicht gewonnen. Historisch haben die Alliierten allerdings nicht gegen das Deutsche Reich Krieg geführt, um es zu befreien, sondern um es militärisch zu besiegen. Befreit im Wortsinne durch alliierte Truppen wurden Hunderttausende aus politischen, rassischen, religiösen u. a. Gründen Gefangene in den Zuchthäusern, Konzentrations- und Vernichtungslagern und auch nichtinhaftierte Menschen, welche mit der NSDAP-Diktatur nicht konform gingen und teilweise aus dem Untergrund gegen diese kämpften. Dem Historiker Peter Hoeres zufolge markiere das „Datum des 8. Mai als Erinnerungsort [...] im emotionalen Wunsch der heutigen Generation, auf der moralisch privilegierten Seite der historischen Sieger zu stehen, somit einen Bruch mit der europäischen Erinnerungstradition und auch mit differenzierter historischer Aufklärung“, da es sich bei dem „Tag der Befreiung“ zusehends um eine Chiffre handele, „die alle historischen Ambivalenzen und Komplexitäten“ ausblende.
Bundeskanzler Gerhard Schröder sagte am 8. Mai 2000: „Niemand bestreitet heute mehr ernsthaft, dass der 8. Mai 1945 ein Tag der Befreiung gewesen ist – der Befreiung von nationalsozialistischer Herrschaft, von Völkermord und dem Grauen des Krieges.“ Nach Einschätzung des Historikers Hubertus Knabe muss bei der Anwendung des Begriffs Tag der Befreiung zudem zwischen Ost- und Westdeutschland unterschieden werden, da die Ostdeutschen erst ab 1989 die Chance erhalten hätten, eine Demokratie aufzubauen. Josef Stalin habe zwar entscheidend dazu beigetragen, den Nationalsozialismus militärisch zu besiegen, den Sieg aber dazu benutzt, seine eigene Diktatur zu errichten.

### Der 8. Mai als Feiertag oder Gedenktag im Bund und in den Ländern
In der Bundesrepublik wird seit Jahrzehnten auf Bundesebene und in den Bundesländern diskutiert, den 8. Mai förmlich als Feiertag oder Gedenktag zu etablieren. Insbesondere aus Gewerkschaften und politischen Parteien wie SPD, Grünen und PDS/Linkspartei sowie von Überlebenden der NS-Verfolgung kamen diese Impulse. 2020, anlässlich des 75. Jahrestages der Befreiung von Auschwitz, forderte die Vorsitzende des Auschwitz-Komitees in der Bundesrepublik Deutschland, Esther Bejarano, den 8. Mai auf Bundesebene zu einem Feiertag zu erklären. So auch Axel Drecoll, der Direktor der Stiftung Brandenburgische Gedenkstätten. Bereits im Mai 2018 hatte der Bundeskongress des DGB beschlossen, sich für einen bundesweiten Feiertag einzusetzen.

„Dieser Tag soll ein Tag gegen Rassismus, Ausgrenzung und Diskriminierung jeglicher Form werden. Es soll außerdem darauf hingewirkt werden, dass an diesem Tag bundesweit Veranstaltungen zum Thema Antifaschismus durchgeführt werden.“

Während in der Bundespolitik bislang alle Versuche erfolglos waren, den 8. Mai 1945 zum Feiertag oder Gedenktag zu erklären, ist das historische Datum inzwischen in sieben Bundesländern zum offiziellen Gedenktag erklärt worden:
- Seit März 2002 ist der 8. Mai in Mecklenburg-Vorpommern staatlicher Gedenktag als Tag der Befreiung vom Nationalsozialismus und der Beendigung des 2. Weltkrieges.[14]
- Seit 2015 ist der 8. Mai in Brandenburg und in Thüringen offizieller Gedenktag.[15][16]
- In Schleswig-Holstein ist der 8. Mai seit 2020 offizieller Gedenktag, nachdem der Schleswig-Holsteinische Landtag aufgrund einer Petition des Initiativkreises Gedenktag 8. Mai in Schleswig-Holstein ihn dazu bestimmt hat.[17][18][19][20] Ebenfalls 2020 erklärte das Bundesland Bremen den 8. Mai zum Gedenktag des Stadtstaates.[21]
- Im Juni 2022 deklarierte auch das Bundesland Hamburg den Tag zu einem offiziellen Gedenktag.[22]
- In Sachsen hat der Sächsische Landtag Ende März 2025 beschlossen, künftig den 8. Mai ebenfalls als offiziellen Gedenktag zu begehen.[23]

2005 fand in Berlin anlässlich des 60. Jahrestags ein „Tag der Demokratie“ statt. In Berlin war der 75. Jahrestag am 8. Mai 2020 einmalig ein gesetzlicher Feiertag. Auch der 80. Jahrestag am 8. Mai 2025 war in Berlin ein gesetzlicher Feiertag.

## Deutsche Demokratische Republik

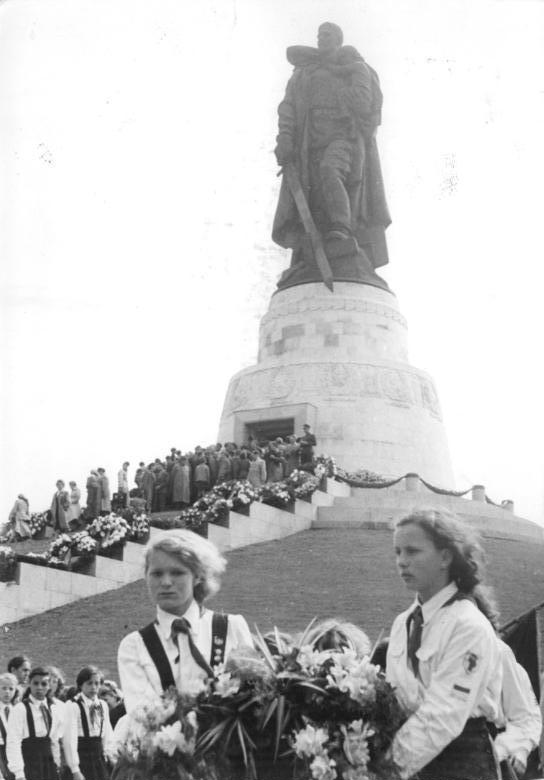
Delegation der DDR-Kinderorganisation Junge Pioniere 1954 am Sowjetischen Ehrenmal im Treptower Park

Bei den Veranstaltungen zu diesem 1950 auf Beschluss der Volkskammer eingeführten Feiertag, der in der Deutschen Demokratischen Republik als Tag der Befreiung des deutschen Volkes vom Hitlerfaschismus gefeiert wurde, wurde die besondere Bedeutung der Roten Armee am Kriegsende in Deutschland hervorgehoben, während der Beitrag der westlichen Alliierten dazu weniger Beachtung fand. 1967 wurde im Zuge der Einführung der Fünf-Tage-Woche der Tag zusammen mit anderen Feiertagen wieder zum Werktag. Allerdings fanden auch weiterhin jedes Jahr bis zum Ende der DDR offizielle Veranstaltungen statt. Zum 30. Jahrestag des Kriegsendes (1975) wurde nach sowjetischem Vorbild der Tag des Sieges (also der 9. Mai) vom Zentralkomitee der SED zum arbeitsfreien Feiertag erklärt. 1985 wurde zum 40. Jahrestag noch einmal der 8. Mai als arbeitsfreier Feiertag begangen.

## Außerhalb Deutschlands
In der Sowjetunion wurde am 9. Mai der Tag des Sieges als gesetzlicher Feiertag begangen, da die Kapitulation gegenüber der Roten Armee erst nach Mitternacht MEZ erfolgte und zudem der Waffenstillstand nach Moskauer Zeit (UTC+3) erst am 9. Mai in Kraft trat. Nach dem Zerfall der Sowjetunion wurde der 9. Mai – als Tag des Sieges – in einigen ihrer Nachfolgestaaten als gesetzlicher Feiertag beibehalten. In der Ukraine wurde ab dem Jahr 2015 der 8. Mai hinzugefügt und der 9. Mai umbenannt von „Tag des Sieges“ in „Tag des Sieges über den Nationalsozialismus im Zweiten Weltkrieg“. Mit Ausnahme von Russland wird der 8. oder 9. Mai im ehemaligen Ostblock nicht unbedingt als Tag der Befreiung empfunden, da dort – entweder als Teil der Sowjetunion (UdSSR) oder als Satellitenstaat der UdSSR – auf das Ende des Nationalsozialismus ein unfreies Dasein kommunistisch-sowjetischer Prägung hinter dem Eisernen Vorhang folgte, das erst im Jahr 1989 oder mit dem Zerfall der Sowjetunion endete.
Auch in weiteren am Zweiten Weltkrieg beteiligten Staaten wird der Jahrestag des Kriegsendes in Europa als Feiertag begangen, so in Frankreich, Tschechien und der Slowakei. In Frankreich schaffte Valéry Giscard d’Estaing die Feiern zum Tag der Befreiung 1974/75 ab. Hieraufhin gab es von unterschiedlichen Seiten heftige Proteste, weswegen François Mitterrand nach seiner Amtsübernahme 1981 diesen Feiertag wieder einführte. In Italien wird der Tag der Befreiung Italiens am 25. April begangen.
In den Niederlanden wird der Bevrijdingsdag am 5. Mai begangen. Bereits am Vorabend, am 4. Mai findet die „Dodenherdenking“ mit einer feierlichen Kranzniederlegung zum Gedenken an die Opfer des Nationalsozialismus und des Zweiten Weltkriegs statt. Am 5. Mai verhandelten 1945 der kanadische General Charles Foulkes und der deutsche Oberbefehlshaber Johannes Blaskowitz im Beisein von Prinz Bernhard als Kommandant der inländischen Streitkräfte im Hotel de Wereld in Wageningen über die Kapitulation der Wehrmachtseinheiten in dem noch besetzten Teil der Niederlande. Blaskowitz erbat sich 24 Stunden Bedenkzeit. Am 6. Mai 1945 wurden die vorbereiteten Kapitulationsbedingungen für das Gebiet des „Reichskommissariats Niederlande“ in der nahe dem Hotel gelegenen Aula der Landbauhochschule unterzeichnet.
Im Jahr 2012 sprach Bundespräsident Joachim Gauck als erster Deutscher anlässlich des Tags der Befreiung in den Niederlanden.

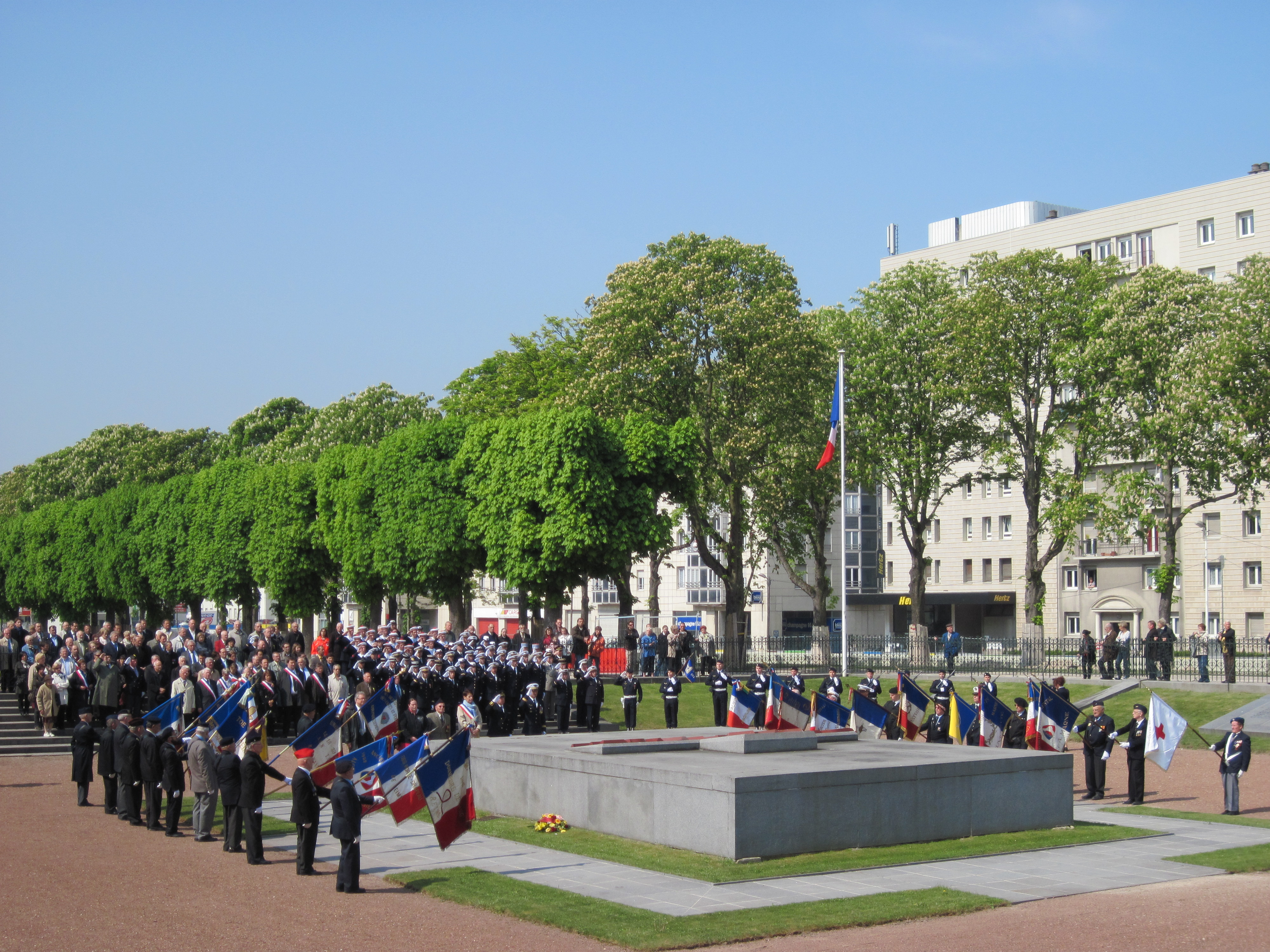
Feierlichkeiten am 8. Mai 2010 in Reims (Frankreich)